# Lotta libera ai Giochi della XIX Olimpiade - Pesi leggeri
La competizione della categoria pesi leggeri (fino a 70 kg) di lotta libera dei Giochi della XIX Olimpiade si è svolta dal 17 al 20 ottobre 1968 all'Arena Insurgentes di Città del Messico.

## Formato
Ad ogni incontro venivano assegnate penalità secondo il risultato.
Con sei penalità o più il lottatore veniva eliminato.

## Risultati
| Legenda                                  | Legenda |
| ---------------------------------------- | ------- |
| Lottatore con 6 penalità o più Eliminato |         |

### 1º Turno
Si è disputato il 17 ottobre
| Vincitore                 | Pen. | Risultato   | Sconfitto            | Pen. |
| ------------------------- | ---- | ----------- | -------------------- | ---- |
| Udey Chand                | 0    | Schienata   | Ángel Aldama         | 4    |
| Klaus Rost                | 0    | Schienata   | Roger Till           | 4    |
| Francisco Lebeque         | 1    | Ai Punti    | Carlos Alberto Vario | 3    |
| Abdollah Movahed          | 0,5  | Superiorità | Gord Garvie          | 3,5  |
| Guy Marchand              | 0    | Schienata   | Eliseo Salugta       | 4    |
| Danzandarjaagiin Sereeter | 0,5  | Superiorità | Sidney Marsh         | 3,5  |
| Seyyit Ahmet Ağralı       | 0,5  | Superiorità | Israel Vargas        | 3,5  |
| Muhammad Taj              | 1    | Ai Punti    | Stefanos Ioannidis   | 3    |
| Enyu Valchev              | 1    | Ai Punti    | Jan Karlsson         | 3    |
| Wayne Wells               | 2    | = Parità =  | Zarbeg Beriashvili   | 2    |
| Ion Enache                | 0    | Schienata   | Severino Aguilar     | 4    |
| Janusz Pająk              | 1    | Ai Punti    | Aka-Jahan Dastagir   | 3    |
| Iwao Horiuchi             | 1    | Ai Punti    | Károly Buzás         | 3    |

### 2º Turno
Si è disputato il 18 ottobre
| Vincitore                 | Pen. | Risultato      | Sconfitto            | Pen. |
| ------------------------- | ---- | -------------- | -------------------- | ---- |
| Klaus Rost                | 1    | Ai Punti       | Udey Chand           | 3    |
| Roger Till                | 4    | Schienata      | Ángel Aldama         | 8    |
| Abdollah Movahed          | 1    | Superiorità    | Carlos Alberto Vario | 6,5  |
| Francisco Lebeque         | 1    | Schienata      | Gord Garvie          | 7,5  |
| Guy Marchand              | 1    | Ai Punti       | Sidney Marsh         | 6,5  |
| Danzandarjaagiin Sereeter | 0,5  | Schienata      | Eliseo Salugta       | 8    |
| Seyyit Ahmet Ağralı       | 1,5  | Ai Punti       | Muhammad Taj         | 4    |
| Stefanos Ioannidis        | 4    | Ai Punti       | Israel Vargas        | 6,5  |
| Wayne Wells               | 3    | Ai Punti       | Jan Karlsson         | 6    |
| Enyu Valchev              | 3    | = Parità =     | Zarbeg Beriashvili   | 4    |
| Janusz Pająk              | 1    | Schienata      | Severino Aguilar     | 8    |
| Iwao Horiuchi             | 1    | Squalifica     | Ion Enache           | 4    |
| Aka-Jahan Dastagir        | 7    | =Squalificati= | Károly Buzás         | 7    |

### 3º Turno
Si è disputato il 19 ottobre
| Vincitore                 | Pen. | Risultato   | Sconfitto           | Pen. |
| ------------------------- | ---- | ----------- | ------------------- | ---- |
| Udey Chand                | 3    | Schienata   | Roger Till          | 8    |
| Klaus Rost                | 2    | Ai Punti    | Francisco Lebeque   | 4    |
| Abdollah Movahed          | 1,5  | Superiorità | Guy Marchand        | 4,5  |
| Danzandarjaagiin Sereeter | 1,5  | Ai Punti    | Seyyit Ahmet Ağralı | 4,5  |
| Enyu Valchev              | 3    | Schienata   | Muhammad Taj        | 8    |
| Wayne Wells               | 3    | Schienata   | Stefanos Ioannidis  | 8    |
| Zarbeg Beriashvili        | 4    | Schienata   | Ion Enache          | 8    |
| Iwao Horiuchi             | 2    | Ai Punti    | Janusz Pająk        | 4    |

### 4º Turno
Si è disputato il 19 ottobre
| Vincitore                 | Pen. | Risultato   | Sconfitto           | Pen. |
| ------------------------- | ---- | ----------- | ------------------- | ---- |
| Udey Chand                | 3    | Schienata   | Francisco Lebeque   | 8    |
| Abdollah Movahed          | 2    | Superiorità | Klaus Rost          | 5,5  |
| Danzandarjaagiin Sereeter | 1,5  | Schienata   | Guy Marchand        | 8,5  |
| Enyu Valchev              | 3    | Schienata   | Seyyit Ahmet Ağralı | 8,5  |
| Wayne Wells               | 4    | Ai Punti    | Janusz Pająk        | 7    |
| Zarbeg Beriashvili        | 5    | Ai Punti    | Iwao Horiuchi       | 5    |

### 5º Turno
Si è disputato il 20 ottobre
| Vincitore          | Pen. | Risultato | Sconfitto                 | Pen. |
| ------------------ | ---- | --------- | ------------------------- | ---- |
| Abdollah Movahed   | 3    | Ai Punti  | Udey Chand                | 6    |
| Enyu Valchev       | 3    | Schienata | Klaus Rost                | 9,5  |
| Zarbeg Beriashvili | 6    | Ai Punti  | Danzandarjaagiin Sereeter | 4,5  |
| Wayne Wells        | 5    | Ai Punti  | Iwao Horiuchi             | 8    |

### 6º Turno
Si è disputato il 20 ottobre
| Vincitore        | Pen. | Risultato | Sconfitto                 | Pen. |
| ---------------- | ---- | --------- | ------------------------- | ---- |
| Abdollah Movahed | 4    | Ai Punti  | Danzandarjaagiin Sereeter | 7,5  |
| Enyu Valchev     | 4    | Ai Punti  | Wayne Wells               | 8    |

### Turno Finale
| Vincitore        | Pen. | Risultato | Sconfitto    | Pen. |
| ---------------- | ---- | --------- | ------------ | ---- |
| Abdollah Movahed | 5    | Ai Punti  | Enyu Valchev | 7    |

## Classifica finale
| Pos.    | Atleta                    | Nazione          |
| ------- | ------------------------- | ---------------- |
| Oro     | Abdollah Movahed          | Iran             |
| Argento | Enyu Valchev              | Bulgaria         |
| Bronzo  | Danzandarjaagiin Sereeter | Mongolia         |
| 4       | Wayne Wells               | Stati Uniti      |
| 5       | Zarbeg Beriashvili        | Unione Sovietica |
| 6       | Udey Chand                | India            |
| 7       | Iwao Horiuchi             | Giappone         |
| 8       | Klaus Rost                | Germania Ovest   |
| 9       | Janusz Pająk              | Polonia          |
| 10      | Francisco Lebeque         | Cuba             |
| 11      | Guy Marchand              | Francia          |
| 11      | Seyyit Ahmet Ağralı       | Turchia          |
| 13      | Roger Till                | Gran Bretagna    |
| 13      | Stefanos Ioannidis        | Grecia           |
| 13      | Muhammad Taj              | Pakistan         |
| 13      | Ion Enache                | Romania          |
| 17      | Jan Karlsson              | Svezia           |
| 18      | Carlos Alberto Vario      | Argentina        |
| 18      | Sidney Marsh              | Australia        |
| 18      | Israel Vargas             | Messico          |
| 21      | Károly Buzás              | Ungheria         |
| 21      | Aka-Jahan Dastagir        | Afghanistan      |
| 23      | Gord Garvie               | Canada           |
| 24      | Ángel Aldama              | Guatemala        |
| 24      | Severino Aguilar          | Panama           |
| 24      | Eliseo Salugta            | Filippine        |